# 东南野桐
东南野桐（学名：Mallotus lianus）为大戟科野桐属下的一个种。